# اشتفن بوگس
اشتفن بوگس (آلمانی: Steffen Bogs؛ زادهٔ ۸ اکتبر ۱۹۶۵) قایقران روئینگ اهل آلمان شرقی بود.